# عدد مبذر
العدد المبذر في الرياضيات، يسمى عدد صحيح ما عددًا مبذرًا إذا كان عدد الأرقام المستعملة في تحليله الأولي (مع اعتبار دليل القوة) أصغر من عدد الأرقام المستخدمة في العدد نفسه. مثلًا 18 = 3²*2 . الأرقام المستخدمة في التحليل أكثر من الأرقام المستخدمة في العدد 18 لذلك 18 عدد مبذر.
الأعداد المبذرة الأولى هي 4, 6, 8, 9, 12, 18, 20, 22, 24, 26, 28, 30, 33, 34, 36, 38, 39, 40, 42, 44, 45, 46, 48, 50, 51, 52, 54, 55, 56, 57, 58, 60, 62, 63, 65, 66, 68, 69, 70, 72, 74, 75, 76, 77, 78, 80, 82, 84, 85, 86, 87, 88, 90, 91, 92, 93, 94, 95, 96, 98, 99, 100, 102, 104, 108, 110, 114...
|  |